# Bandera de les Illes Shetland
La bandera de les Illes Shetland va ser dissenyada el 1969 per Roy Grønneberg, fundador a les illes de la branca del Partit Nacional Escocès, juntament amb Bill Adams. Va ser creada per commemorar el 500 aniversari de la transferència de les illes de Noruega a Escòcia per part del rei de Noruega i Dinamarca.
| « | La idea del disseny va ser la següent: "Desitjant donar igual pes simbòlic al fet que les Shetland havien estat part de Noruega durant 500 anys i part d'Escòcia des de fa 500 anys, ens va portar als colors nacionals d'Escòcia - blau i blanc - s'insereixen en el disseny de la creu desplaçada comú a tots els països escandinaus." | » |

Després de gairebé quaranta anys d'ús no oficial, la bandera va ser formalment atorgada per Lord Lyon King of Arms, l'autoritat heràldica d'Escòcia, l'1 de febrer de 2005.

## Disseny i utilització
La bandera està formada per una creu nòrdica en blanc sobre un camp de color blau. És àmpliament utilitzada en un ús privat pels habitants de les illes tant en terra com al mar, i actualment és vista com un símbol de la seva identitat. El 2007, s'instaurà el 21 de juny com el "Dia de la bandera de Shetland" pel Consell.
La bandera és pràcticament idèntica a l'antiga bandera nacional no oficial d'Islàndia (la Hvítbláinn) utilitzada per part dels activistes nacionalistes d'Islàndia a partir de 1897 fins al 1915, la qual va ser abandonada a causa de la seva similitud amb les banderes grega i sueca, i que els crítics van raonar que seria difícil de distingir al mar, un tema important en temps de guerra.

## Banderes amb Creu nòrdica a les Illes Britàniques
Les banderes amb creu nòrdica a les Illes Britàniques s'utilitzen com a al·lusió a una herència nòrdica o gaeliconordica. Moltes d'elles no són oficials.

Bandera de Illes Òrcades
Antiga bandera no oficial de les Illes Òrcades
Bandera no oficial de Yorkshire i Humber